# Cuperly
Cuperly ist eine französische Gemeinde mit 219 Einwohnern (Stand: 1. Januar 2022) im Département Marne in der Region Grand Est (bis 2015 Champagne-Ardenne). Sie gehört zum Arrondissement Châlons-en-Champagne und zum Gemeindeverband La Région de Suippes.

## Geografie
Die Gemeinde Cuperly liegt am Flüsschen Noblette, zwölf Kilometer nordnordöstlich der Départements-Hauptstadt Châlons-en-Champagne inmitten der Trockenen Champagne. Die Umgebung zeichnet sich durch von großflächigen Äckern bedeckte sanfte Hügel aus. Die nördliche Hälfte des knapp 21 km² umfassenden Gemeindegebietes ist Teil des Truppenübungsplatzes Camp de Mourmelon und damit militärisches Sperrgebiet. Bis auf das im Sperrgebiet gelegene Waldstück Bois de la Hure und Auwaldreste an der Noblette ist das Gemeindeareal waldfrei. Umgeben wird Cuperly von den Nachbargemeinden Jonchery-sur-Suippe und Suippes im Norden, La Cheppe im Osten, Saint-Étienne-au-Temple im Süden, La Neuville-au-Temple im Südwesten sowie Vadenay im Westen.

## Geschichte

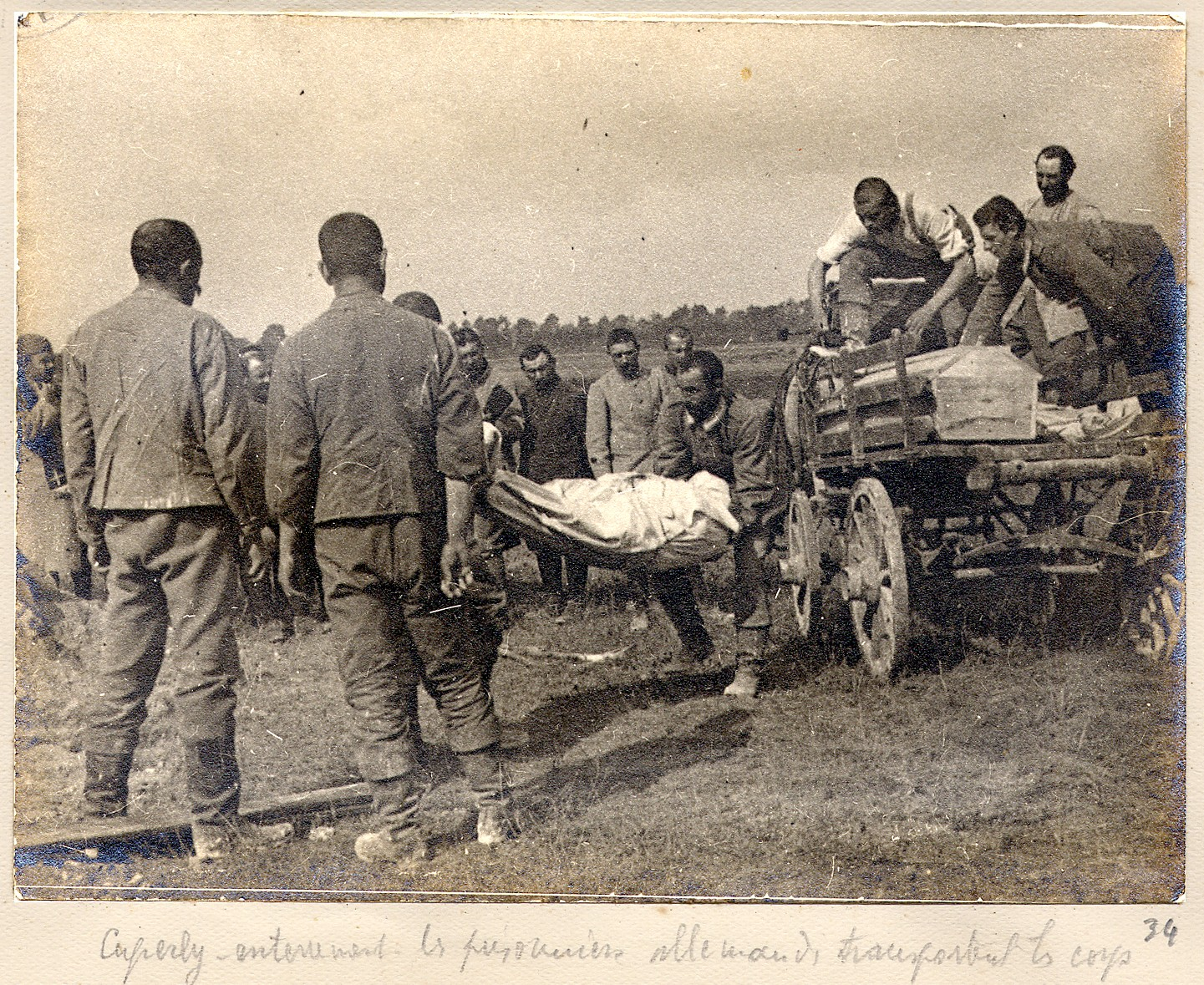
Cuperly 1916 im Ersten Weltkrieg: Leichentransport zur Beerdigung in einem Massengrab auf dem Friedhof des Evakuierungskrankenhauses

Der Name Cuperly tauchte erstmals 1134 in Urkunden auf.
1856 enteignete Napoleon III. die Hälfte des Territoriums der Gemeinde, um dort ein Militärlager zu errichten – das heute noch bestehende Camp de Mourmelon. Die Bauern und Schafzüchter von Cuperly wurden mit ein paar Goldmünzen entschädigt. Darüber hinaus gab man das Versprechen eines großzügigen Zuschusses für den Bau einer neuen Kirche. Das Versprechen wurde nicht eingelöst, da der Kaiser 1870 den Krieg und seine Souveränität verlor.

### Bevölkerungsentwicklung
| Jahr      | 1962 | 1968 | 1975 | 1982 | 1990 | 1999 | 2006 | 2013 | 2021 |
| Einwohner | 208  | 221  | 215  | 188  | 206  | 173  | 211  | 213  | 223  |

Im Jahr 1846 wurde mit 360 Bewohnern die bisher höchste Einwohnerzahl ermittelt. Die Zahlen basieren auf den Daten von cassini.ehess und INSEE.

## Sehenswürdigkeiten

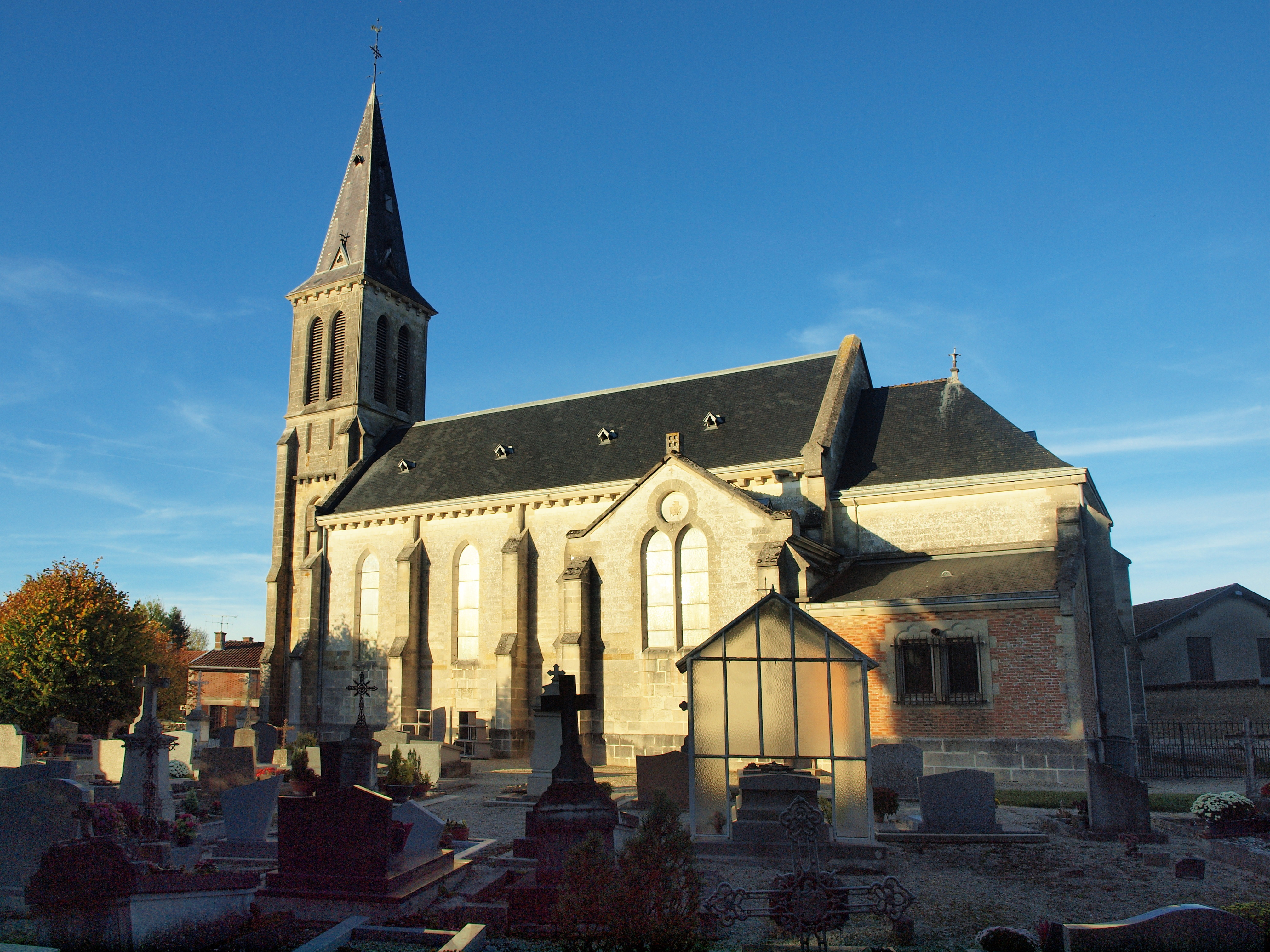
Kirche Sainte-Madeleine
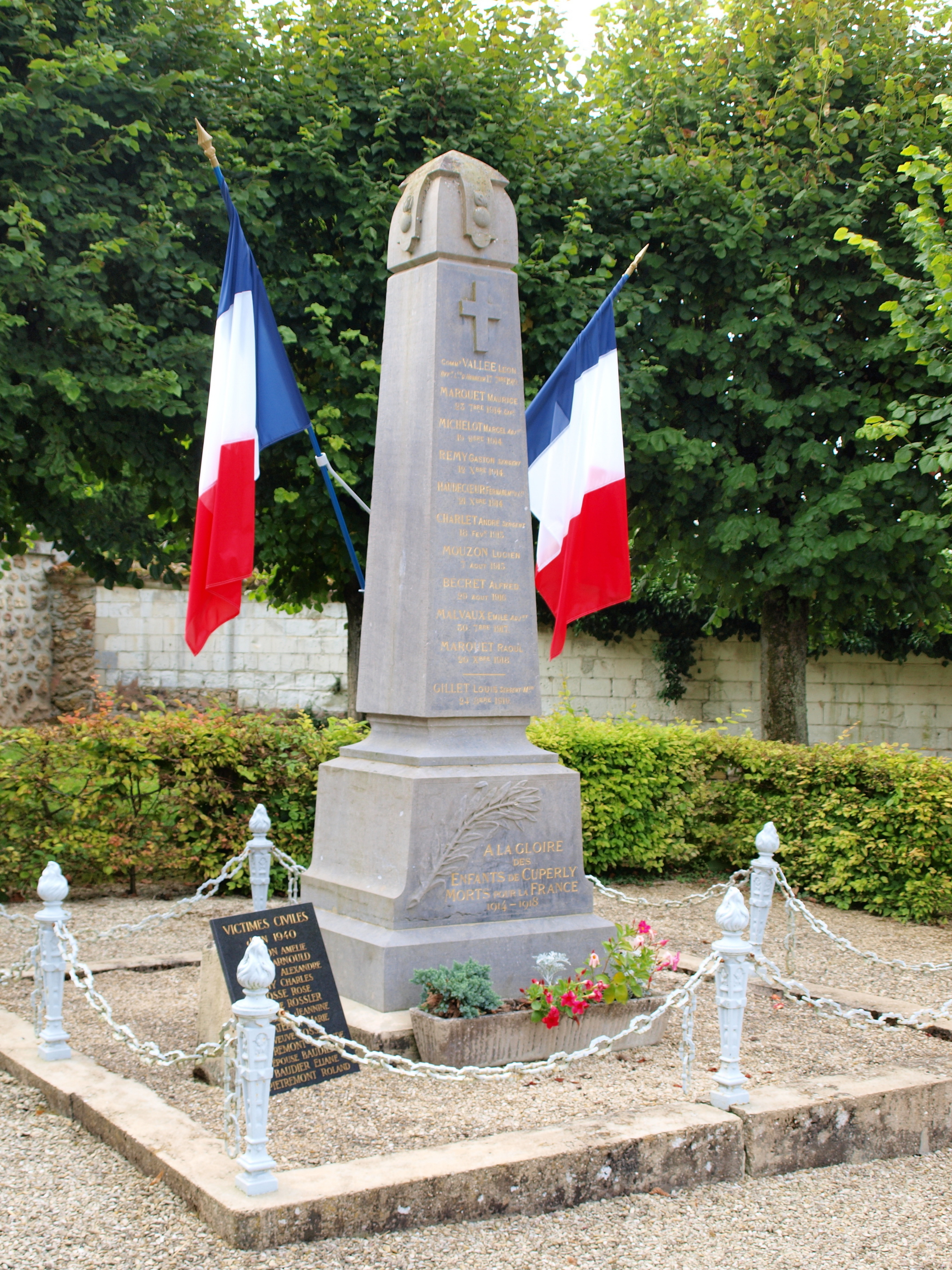
Gefallenendenkmal des Ersten Weltkriegs
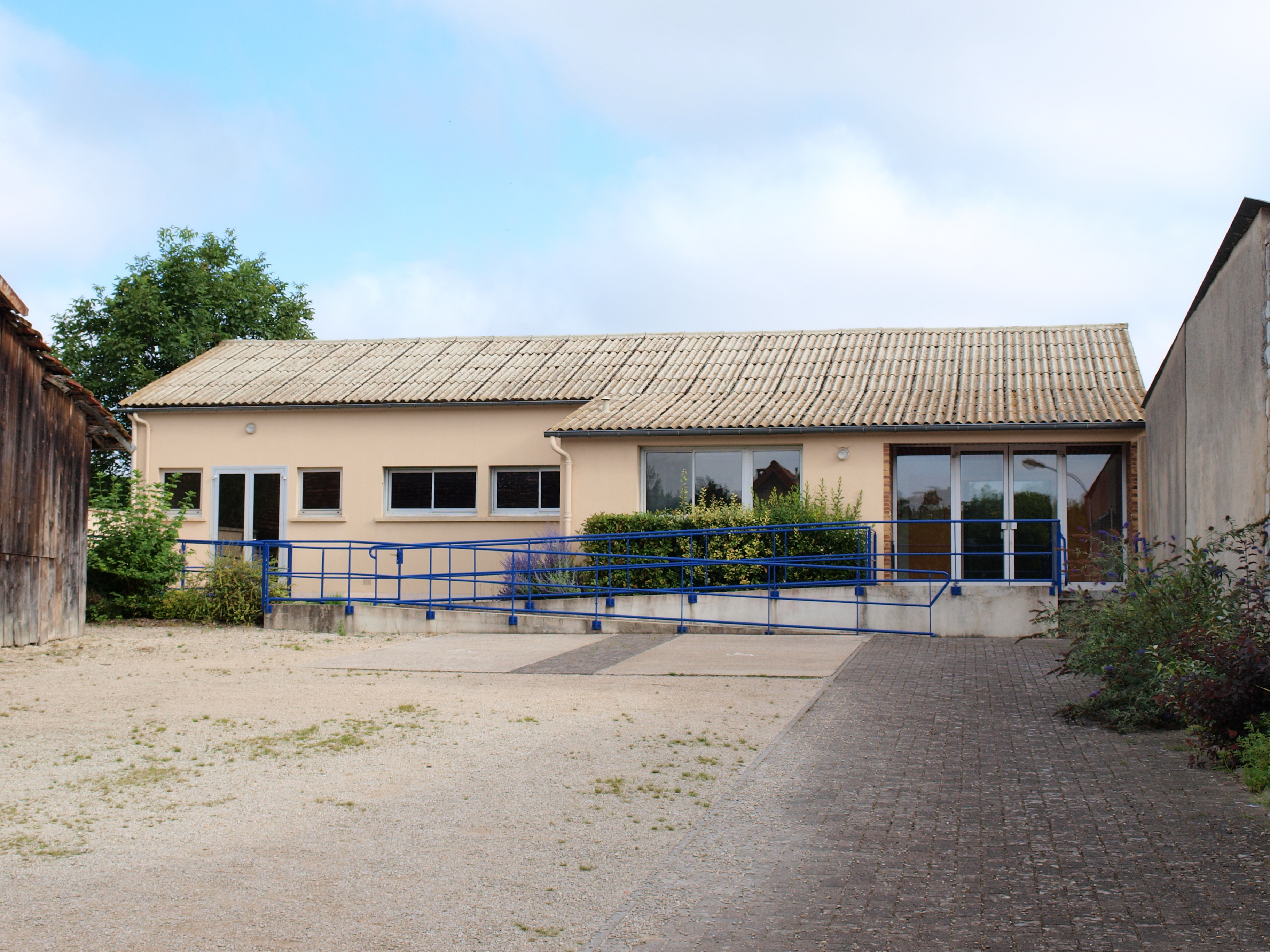
Gemeindefestsaal

- zwei Flurkreuze
- Gefallenendenkmal

- Kirche Sainte-Madeleine
- Gefallenendenkmal des Ersten Weltkriegs
- Gemeindefestsaal

## Wirtschaft und Infrastruktur

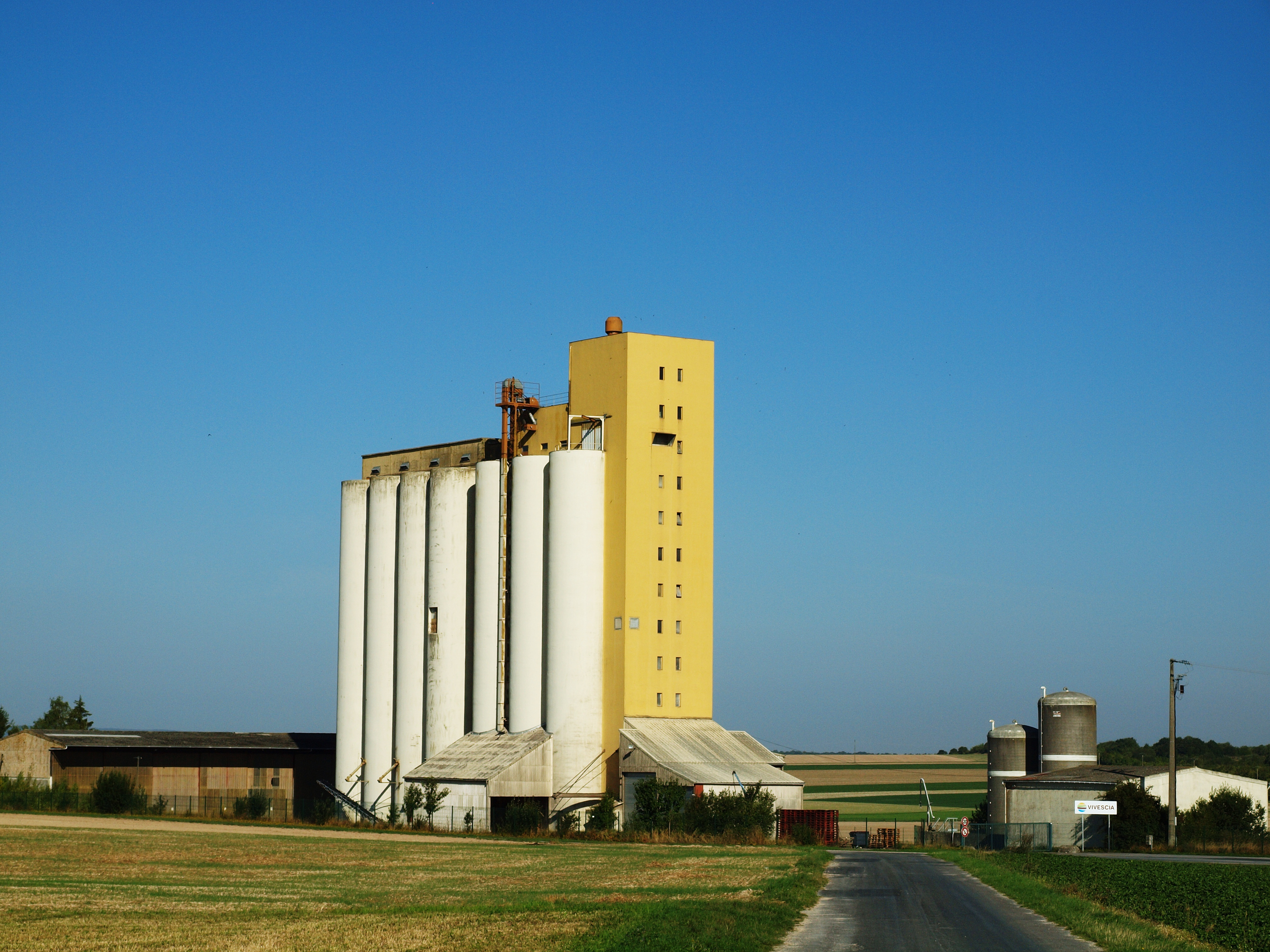
Getreidesilos in Cuperly

In der Gemeinde Cuperly sind 19 Landwirtschaftsbetriebe ansässig (hauptsächlich Getreide- und Futtermittelanbau). Das Getreide wird in einer Siloanlage gelagert. In der Gemeinde gibt es eine Kindertagesstätte, eine Bäckereifiliale, einen Metzger und eine Pizzeria.
In Cuperly kreuzen sich die Fernstraßen von Chalons-en-Champagne nach Charleville-Mézières (D 977) und von Reims nach Bar-le-Duc (D 994). Im Süden der Gemeinde besteht ein Anschluss an die Autoroute A 4 von Paris nach Straßburg mit der dazugehörigen Mautstation. Durch Cuperly verläuft außerdem die Eisenbahn-Hochgeschwindigkeitsstrecke LGV Est européenne von Paris nach Straßburg.

## Belege
1. ↑  Cuperly (Memento vom 20. September 2020 im Internet Archive), Kurzer Geschichtsabriss auf cc-regiondesuippes.com (französisch)
2. ↑  Cuperly auf cassini.ehess.fr
3. ↑  Cuperly auf insee.fr insee.fr
4. ↑  Landwirtschaftsbetriebe auf annuaire-mairie.fr (französisch)